# Liste der denkmalgeschützten Objekte in Zell am Ziller
Die Liste der denkmalgeschützten Objekte in Zell am Ziller enthält die 9 denkmalgeschützten, unbeweglichen Objekte der Gemeinde Zell am Ziller.

## Denkmäler
| Foto |                 | Denkmal                                                                                | Standort                                     | Beschreibung | Metadaten |
| ---- | --------------- | -------------------------------------------------------------------------------------- | -------------------------------------------- | --- | --- |
| BW   | Datei hochladen | Spitalkapelle des ehem. Kaiser Franz-Josef Spitals HERIS-ID: 91204 TKK: 14429seit 2024 | Gerlosstraße 5 Standort KG: Zell am Ziller   | Die ehemalige Spitalskapelle ist der einzige erhaltene Teil des 1854 erbauten Spitals, das 2021 durch einen Neubau ersetzt wurde. | BDA-Hist.: Q106617511 Status: Bescheid Stand der BDA-Liste: 2025-06-30 Name: Spitalkapelle des ehem. Kaiser Franz-Josef Spitals GstNr.: 194/2                               |
| ja   | Datei hochladen | Bezirksgericht HERIS-ID: 56069 Objekt-ID: 65042 TKK: 14410                             | Unterdorf 1 Standort KG: Zell am Ziller      | Das viergeschoßige Bezirksgericht mit Pyramidendach stammt aus der 2. Hälfte des 18. Jahrhunderts. | BDA-Hist.: Q38069793 Status: Bescheid Stand der BDA-Liste: 2025-06-30 Name: Bezirksgericht GstNr.: .1 Bezirksgericht Zell am Ziller                                         |
| ja   | Datei hochladen | Kaiserdenkmal HERIS-ID: 75548 Objekt-ID: 89044 TKK: 14433                              | bei Unterdorf 1 Standort KG: Zell am Ziller  | Das Denkmal vor dem Bezirksgericht erinnert an den Anschluss des Zillertals an Tirol im Jahr 1817. | BDA-Hist.: Q38139439 Status: Bescheid Stand der BDA-Liste: 2025-06-30 Name: Kaiserdenkmal GstNr.: .1                                                                        |
| ja   | Datei hochladen | Alte Schule HERIS-ID: 56070 Objekt-ID: 65044 TKK: 14411                                | Unterdorf 15 Standort KG: Zell am Ziller     | Das alte Schulhaus mit Rundbogenportal und zwei Erkern ist im Kern gotisch. | BDA-Hist.: Q38069806 Status: § 2a Stand der BDA-Liste: 2025-06-30 Name: Alte Schule GstNr.: 571/2                                                                           |
| ja   | Datei hochladen | Widum HERIS-ID: 56071 Objekt-ID: 65045 TKK: 15442                                      | Unterdorf 16 Standort KG: Zell am Ziller     | Das Widum mit einem Verbindungsbogengang zur Pfarrkirche stammt aus dem 18. Jahrhundert. | BDA-Hist.: Q38069815 Status: § 2a Stand der BDA-Liste: 2025-06-30 Name: Widum GstNr.: .38/1                                                                                 |
| ja   | Datei hochladen | Kriegerdenkmal HERIS-ID: 91143 Objekt-ID: 105873 TKK: 115774                           | bei Unterdorf 16 Standort KG: Zell am Ziller | Die alte Kreuzkapelle wurde um 1700 errichtet und 1930 zum Kriegerdenkmal ausgestaltet, dabei wurden die Gedenktafeln von der südlichen Umfassungsmauer transferiert. Diese Kapelle wurde 1975 abgetragen und neu erbaut, 1993 wurde sie neu gestaltet. Der gemauerte Nischenbildstock hat eine hohe Rundbogenöffnung und ein schindelgedecktes Zeltdach. Im Inneren befindet sich an der Stirnwand in einer rundbogigen Blendnische ein monumentales Holzkruzifix vom Ende des 16. Jahrhunderts. Mehrere Inschriftentafeln, teilweise mit Portraitmedaillons, für die Gefallenen und Vermissten des Zweiten Weltkrieges. Links und rechts des Bildstocks befinden sich in den segmentbogigen Wandnischen der Umfassungsmauer weitere Erinnerungstafeln für Gefalle, überwiegend aus dem Ersten Weltkrieg. | BDA-Hist.: Q37753060 Status: § 2a Stand der BDA-Liste: 2025-06-30 Name: Kriegerdenkmal GstNr.: 189 Kriegerdenkmal Zell am Ziller                                            |
| ja   | Datei hochladen | Kath. Pfarrkirche hl. Veit HERIS-ID: 91081 Objekt-ID: 105792 TKK: 14409                | Unterdorf 16 Standort KG: Zell am Ziller     | → Hauptartikel : Pfarrkirche Zell am Ziller f1 | BDA-Hist.: Q23928415 Status: § 2a Stand der BDA-Liste: 2025-06-30 Name: Kath. Pfarrkirche hl. Veit GstNr.: .41 Pfarrkirche hl. Veit, Zell am Ziller                         |
| ja   | Datei hochladen | Friedhof und Alte Totenkapelle HERIS-ID: 91083 Objekt-ID: 105795 TKK: 15443, 115773    | bei Unterdorf 16 Standort KG: Zell am Ziller | Der Friedhof umgibt die Pfarrkirche. Die rechteckige Totenkapelle ist 1684 erstmals urkundlich erwähnt. | BDA-Hist.: Q37752113 Status: § 2a Stand der BDA-Liste: 2025-06-30 Name: Friedhof und Alte Totenkapelle GstNr.: 189, 190/6, .42 Friedhof Zell am Ziller                      |
| ja   | Datei hochladen | Zeller Eisenbahnbrücke (Zillertalbahn) HERIS-ID: 62918 Objekt-ID: 75512 TKK: 17255     | Standort KG: Zell am Ziller                  | Die 50 m lange Brücke über den Ziller wurde im Zuge des Baus der Zillertalbahn um 1900 errichtet. Die genietete Eisenfachwerkkonstruktion besteht aus zwei parallel angeordneten Tragwänden in Form von Fachwerkskonstruktionen mit parabelförmigen Obergurten, Zug- und Druckstreben, sowie horizontalen Untergurten, welche am Ober- und Untergurt miteinander verbunden sind. Die Brücke verbindet die Gemeinden Aschau im Zillertal und Zell am Ziller. | BDA-Hist.: Q38101651 Status: Bescheid Stand der BDA-Liste: 2025-06-30 Name: Zeller Eisenbahnbrücke (Zillertalbahn) GstNr.: 572/1, 552 Zeller Eisenbahnbrücke, Zillertalbahn |